# 正木ダム
正木ダム（まさきダム）は、徳島県勝浦郡上勝町、二級河川・勝浦川に建設されたダム。高さ67.0メートルの重力式コンクリートダムで、徳島県営のダムである。

## 概要
徳島県営のダムで、勝浦川に位置する。1960年（昭和35年）に着工、1978年（昭和53年）に運用が開始される。元々はダム湖に名前はなかったが、1987年（昭和62年）の建設省と林野庁の「森と湖に親しむ旬間」によって美愁湖と名付けられた。
周辺は正木ダム公園として整備されており、桜の名所として知られる。

## 沿革
- 1960年（昭和35年） - 着工[3]。
- 1978年（昭和53年） - 完成。
- 「正木ダム周辺環境整備事業」で、平成７年度手づくり郷土賞（コミュニティー部門）受賞。